# Płyta gramofonowa

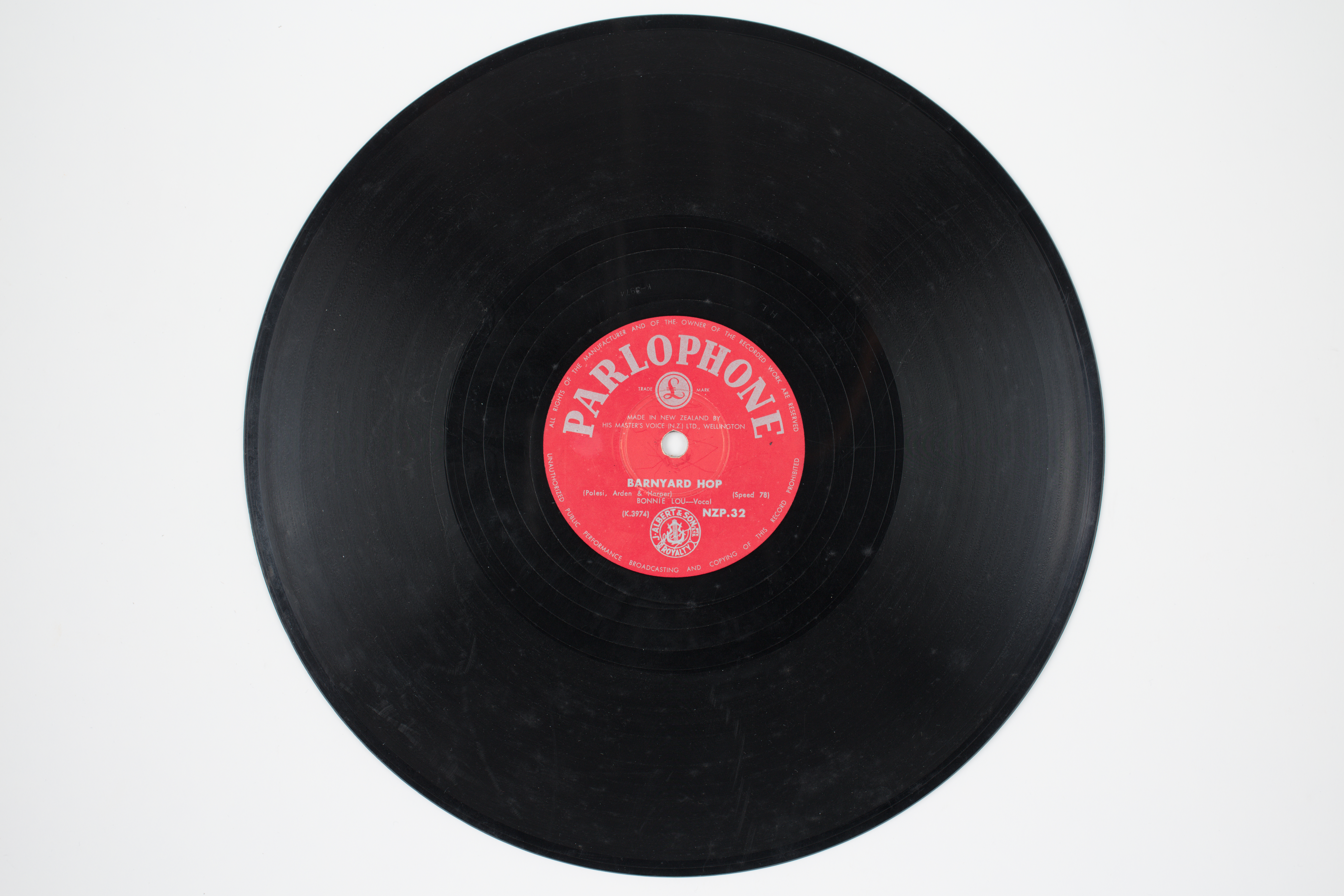
Płyta gramofonowa

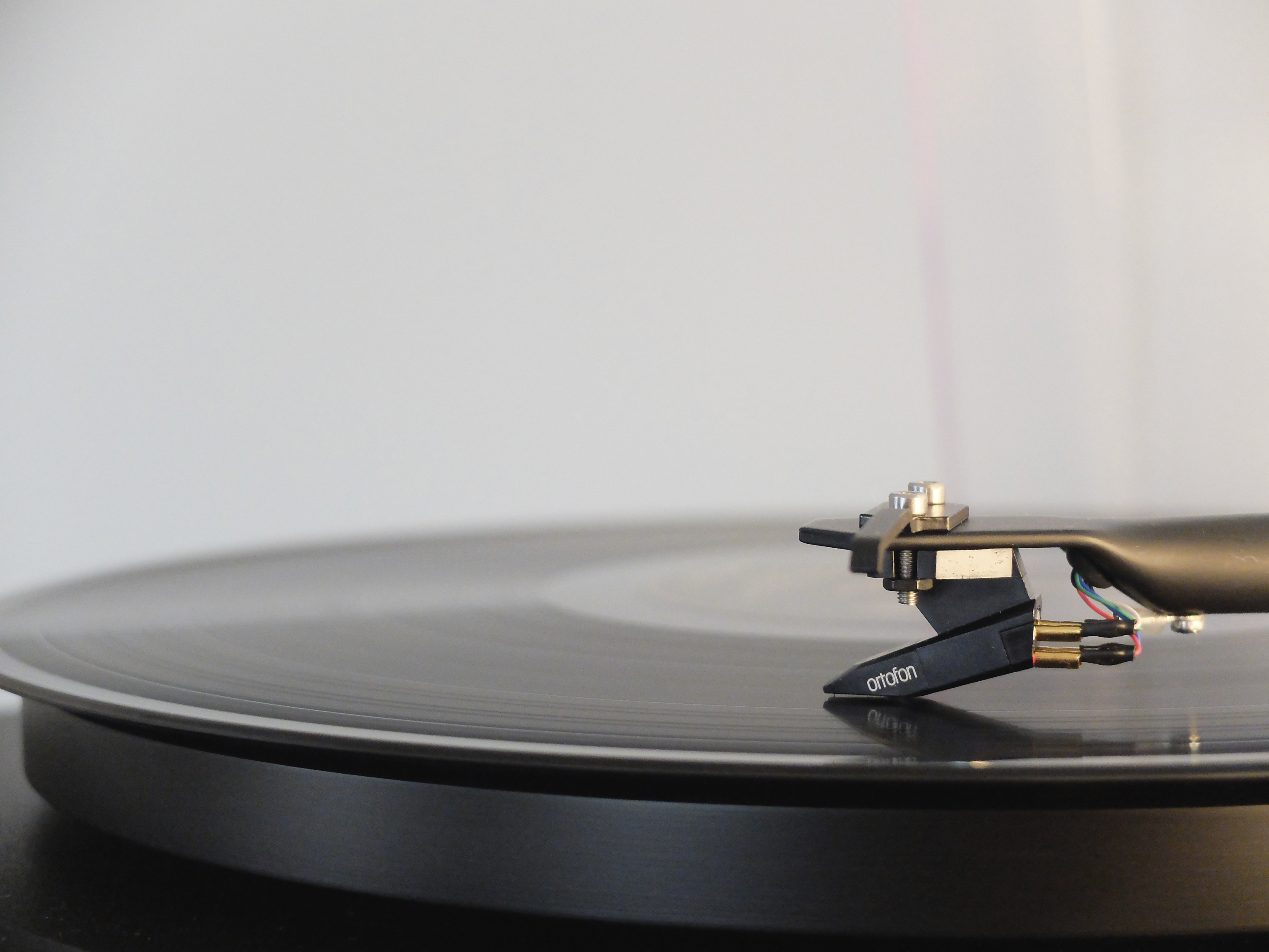
Odtwarzanie dźwięku z płyty na gramofonie przy użyciu igły

Płyta gramofonowa (pot. winylowa, analogowa) – zwykle okrągła płyta o średnicy do 30 cm z zapisanym spiralnie w postaci rowka analogowym nagraniem dźwiękowym.
Płyty gramofonowe były wykonywane z różnych materiałów, najczęściej ebonitu, szelaku lub poli(chlorku winylu) – stąd nazwa potoczna – płyta winylowa. Choć produkowano je w różnych kolorach, to zdecydowanie najczęściej w czarnym, stąd inne nazwy potoczne – czarna płyta lub czarny krążek. Obecnie powszechnie określana jest też mianem płyty analogowej.
Płyty gramofonowe były podstawowym środkiem rozpowszechniania nagrań muzycznych od końca wieku XIX do lat 80. XX w. Zostały zmarginalizowane przez zapis cyfrowy. Obecnie używane najczęściej przez audiofili oraz podczas scratch'owania.
Chociaż w odtwarzaniu płyt dominują urządzenia z mechanicznymi igłami, to istnieją laserowe odtwarzacze, w przybliżeniu analogiczne w działaniu do odtwarzaczy płyt CD.
Na płycie winylowej możliwe jest zapisanie analogowego materiału wideo z analogowym dźwiękiem stereo i odtwarzanie go za pomocą igły, co zostało wynalezione w USA jako płyta CED w 1964 i wprowadzone na rynek w 1981 jako tańsza alternatywa dla VHS.

## Historia

### Wczesne metody mechanicznego zapisu dźwięku
Thomas Young w roku 1807 podjął próby graficznego zobrazowania dźwięku za pomocą rysika na powierzchni pokrytej sadzą. Zapis taki oczywiście nie dawał się odtwarzać. W 1877 Thomas Alva Edison zbudował fonograf, pierwsze w pełni sprawne urządzenie umożliwiające zapis i odtwarzanie dźwięku. Fonograf wykorzystywał wgłębny zapis na walcu pokrytym folią cynową. W tym samym roku Francuz Charles Cros opatentował „Parleophone”, koncepcję okrągłych płaskich płyt, produkowanych w oparciu o wzorzec. Cros nie zrealizował praktycznie swojego pomysłu. W 1878 Edison próbował zastosować do zapisu płaski krążek, ale zrezygnował ze względu na trudności ze zmieniającą się prędkością rylca względem rowka. Zaproponował też zapis wielokanałowy w celu poprawy jakości dźwięku.
W 1885 Alexander Graham Bell i Charles Sumner Tainter zmodernizowali fonograf poprzez pokrycie jego walca woskiem. Wprowadzili jeszcze kilka ulepszeń i otrzymane urządzenie nazwali grafofonem. Założyli firmę American Graphophone Co., z której później wyrósł fonograficzny gigant CBS Columbia. W handlu pojawiły się pierwsze cylindry z nagraną muzyką oraz szafy grające.

### Wynalazek i rozwój

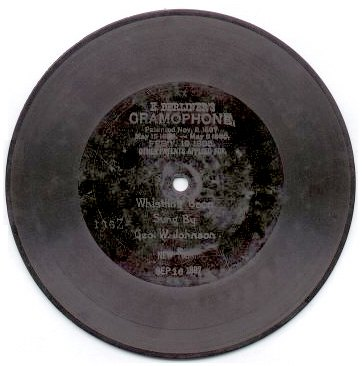
Wykonana z ebonitu płyta produkcji Berlinera z roku 1897.

#### Początki płyty gramofonowej
Wynalazcą płyt gramofonowych we współczesnym znaczeniu i technologii ich produkcji był Emil Berliner. Pierwszy patent USA otrzymał w 1887 i w ciągu kilku lat rozwinął technologię produkcji płyt. Nagrywał on dźwięk w postaci poziomej linii falistej na grubej warstwie sadzy. Z tak sporządzonego wzorca sporządzano kopię metodą fotochemiczną. Później stosowano bezpośrednie trawienie, w wyniku którego otrzymywano matryce, za pomocą których tłoczono płyty z twardo wulkanizowanego kauczuku (ebonitu). Średnica pierwszych płyt wynosiła 5 cali (ok. 12,7 cm), a prędkość odtwarzania 70 obrotów na minutę. Dzięki stworzeniu możliwości uzyskiwania kopii w wielkiej liczbie egzemplarzy, Berliner stał się twórcą przemysłu fonograficznego.
W 1896 Eldridge R. Johnson zastosował sprężynowy napęd gramofonu, co zwiększyło stabilność prędkości obrotowej. W 1897 Emil Berliner zastosował do produkcji płyt szelak. Miał on mniejszą ziarnistość niż ebonit, co zmniejszyło szumy. W 1902 Eldridge R. Johnson wynalazł ramię gramofonowe, co uniezależniło nacisk igły na płytę od ciężaru tuby.

#### Płyty gramofonowe w kinematografii
Od 1900 francuskie przedsiębiorstwo Pathé przeprowadzało pokazy projekcji filmowych zsynchronizowanych z dźwiękiem odtwarzanym z płyt gramofonowych. Dwa lata później Léon Gaumont opracował urządzenie synchronizujące, w którym mechanizmy napędowe gramofonu i projektora były synchronizowane za pomocą wspólnego wału napędowego. Początkowo takie rozwiązania „filmów mówionych”, z dźwiękiem osobno utrwalanym na płycie gramofonowej, zdobyły sporą popularność, ale na skutek dynamicznego rozwoju kinematografii szybko (około roku 1914) zeszły z rynku. Główną przyczyną był zbyt krótki czas odtwarzania ówczesnych płyt gramofonowych.
Wynikająca z potrzeb kinematografii konieczność odtwarzania dźwięku w dużych salach spowodowała rozwój techniki wzmacniania głośności dźwięku z płyt. W pierwszej dekadzie XX w. opracowano w tym celu kilka konstrukcji pneumatycznych, w których drgania mechanizmu głowicy gramofonu modulowały strumień sprężonego powietrza.

#### Elektroniczny zapis i odczyt płyt
Wraz z upowszechnieniem się elektroniki, najpierw z użyciem lamp elektronowych, później tranzystorów, zmieniła się zarówno technika zapisu, jak i odtwarzania płyt. W 1924 roku w Laboratorium Bella opracowano metodę przygotowywania wzorców płyt z użyciem wzmacniaczy elektronicznych. Pierwsze płyty w nowej technologii wytłoczono w zakładach Pathé. Rok później Victor Talking Machine Company wyprodukowała gramofon „Orthophonic Victrola” posiadający tubę o kształcie wykładniczym i wraz z nowymi płytami umożliwiający odtwarzanie dźwięku ze znacznie większą głośnością i lepszą jakością (osiągnięto pasmo przenoszenia 100–5000 Hz). Również w 1925 Brunswick-Balke-Collender Company wyprodukował pierwszy gramofon elektryczny. Rok później Victor wprowadził na rynek „Electrolę”, pierwszy zestaw w pełni elektrycznego gramofonu z wysokiej klasy odbiornikiem radiowym. Upowszechnienie gramofonów elektrycznych nastąpiło jednak dopiero po II wojnie światowej.
W roku 1946 w studiach nagraniowych Deutsche Grammophon zastosowano magnetofon do wstępnej rejestracji w procesie nagrania płytowego. RCA zaś wprowadziła nowy materiał: poli(chlorek winylu), często zwany winylem. Miał on mniejszą ziarnistość i lepsze właściwości mechaniczne niż szelak i był głównym materiałem aż do końca rozwoju płyt gramofonowych. Mieszanina szelaku z wypełniaczami mineralnymi była jeszcze stosowana aż do lat pięćdziesiątych XX w., a w niektórych krajach takich jak Polska, czy Indie – do lat sześćdziesiątych.

#### Płyta drobnorowkowa
W 1948 Columbia Records zademonstrowała drobnorowkową płytę długogrającą. Prędkość odtwarzania zmniejszono do 33⅓ obrotów na minutę, a gęstość rowków zwiększono ponad dwukrotnie. Przy średnicy płyty 30 cm otrzymano około 25 minut nagrania na stronę. Rok później przedsiębiorstwo RCA wprowadziło na rynek płyty drobnorowkowe o średnicy 7 cali (17,5 cm) z dużym otworem pośrodku i 45 obrotach na minutę. Duży otwór miał na celu pomieszczenie mechanizmu automatycznego zmieniacza płyt. Obydwa rozwiązania płyt drobnorowkowych zostały powszechnie przyjęte przez przemysł fonograficzny.
W 1979 przedsiębiorstwo EMI wprowadziło pierwsze płyty tłoczone z zapisów wykonanych techniką cyfrową.

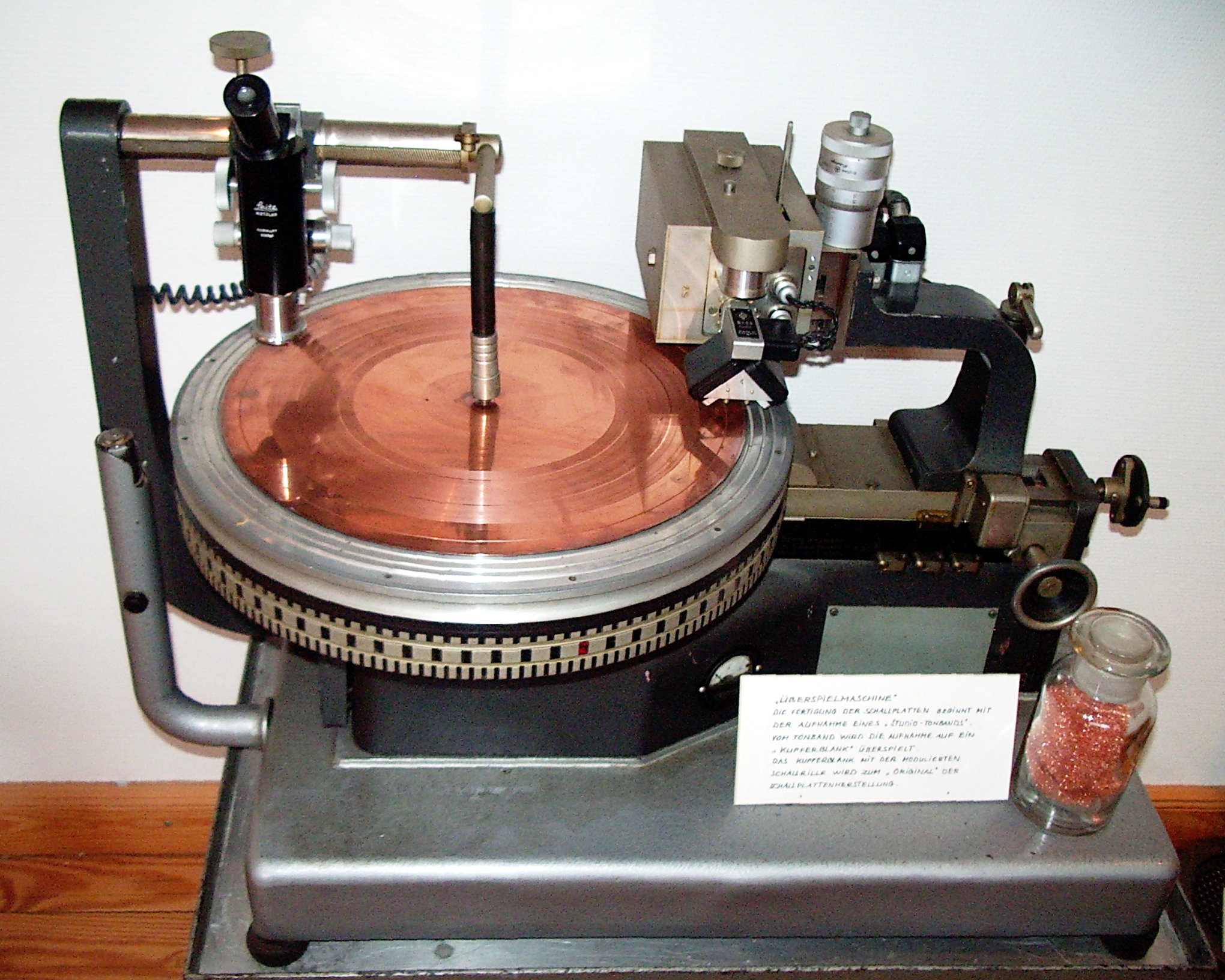
Maszyna do bezpośredniego nacinania matryc do tłoczenia płyt gramofonowych

W 1983 zachodnioniemieckie przedsiębiorstwo Teldec zademonstrowało skonstruowaną w przedsiębiorstwie Georg Neumann maszynę do bezpośredniego nacinania w miedzianym oryginale matryc do tłoczenia płyt (DMM – Direct Metal Mastering). Z procesu produkcyjnego płyt wyeliminowano w ten sposób jeden etap, wprowadzający dodatkowe zniekształcenia.

### Płyty stereo
W 1928 W. Bartlett Jones zaproponował dwukanałowy zapis na płycie gramofonowej. Jeden kanał miał być zapisywany wgłębnie, a drugi poprzecznie (wbocznie).
W 1931 Alan Dower Blumlein zaproponował dwukanałowy zapis stereofoniczny na dwóch zboczach tego samego rowka, pod kątem 45° do powierzchni płyty (tak zwany system 45/45). Pierwsze płyty wyprodukował dwa lata później. Uzyskał separację kanałów około 20 dB i pasmo przenoszenia do 4000 Hz. Ze względu na trudności technologiczne i brak urządzeń do odtwarzania takich płyt nie był w stanie podjąć produkcji komercyjnej.
W 1957 przedsiębiorstwo Westrex Company z USA opracowało technologię masowej produkcji płyt stereo w systemie 45/45. Jeszcze w tym samym roku również amerykańskie przedsiębiorstwo Audio Fidelity podjęło ich produkcję, mimo że na rynku nie było jeszcze urządzeń zdolnych do stereofonicznego ich odtwarzania. Pierwszy taki gramofon został wyprodukowany kilka tygodni później przez przedsiębiorstwo Fairchild Recording Equipment Company. System 45/45 został uznany za standard, w krótkim czasie zaakceptowały go wszystkie przedsiębiorstwa fonograficzne i jest stosowany również współcześnie.
Pierwsze próby z dźwiękiem stereofonicznym wykazały trudności z uzyskaniem równomiernego rozkładu natężenia dźwięku w przestrzeni pomiędzy głośnikami. W kinematografii z powodzeniem stosowano systemy wielokanałowe (od 3 do 7 źródeł w płaszczyźnie), ale nagrania płytowe posługiwały się jedynie dwoma kanałami. Powstały nagrania sporządzone za pomocą „sztucznej głowy”, ale właściwe efekty przestrzenne występowały wtedy jedynie przy słuchaniu ich za pomocą słuchawek. Problem w dużej mierze rozwiązała wprowadzona przez przedsiębiorstwo EMI technika „Stereosonic”, polegająca na nagrywaniu za pomocą odpowiedniego układu mikrofonów kierunkowych.

### Płyty kwadrofoniczne
W 1969 Peter Scheiber zademonstrował w studiu RCA metodę zapisu 4-kanałowego sygnału kwadrofonicznego poprzez zakodowanie dodatkowych informacji przestrzennych na płycie stereofonicznej poza zakresem słyszalnych częstotliwości (system SQ). Rok później JVC zademonstrował system zapisu kwadrofonicznego na czterech niezależnych kanałach. Mimo że wiele przedsiębiorstw fonograficznych (szczególnie w USA) podjęło produkcję płyt kwadrofonicznych, to brak zaakceptowanego standardu i wysoka cena sprzętu uniemożliwiły szersze rozpowszechnienie się tego zapisu.

### Schyłek
W 1982 w Japonii i 1983 w Europie współpracujące przedsiębiorstwa Philips i Sony wprowadziły na rynek płytę kompaktową, cyfrową technologię zapisu dźwięku w oparciu o laserowy odczyt optyczny. W przeciągu paru lat nowa technologia praktycznie wyparła z rynku tradycyjne płyty gramofonowe. Szczególne załamanie sprzedaży płyt gramofonowych nastąpiło na przełomie lat 80. i 90. XX w. W 1990 sprzedano 11,7 miliona płyt gramofonowych, a 286 milionów płyt CD.

### Współczesność
Masowa produkcja płyt winylowych została zakończona pod koniec lat 80. XX w., gdy rozpowszechniać zaczęły się płyty kompaktowe. Około 2008–2009 roku na rynku USA sprzedaż płyt gramofonowych stanowiła około 1% sprzedaży płyt CD. Coraz większy procent sprzedaży stanowiły utwory pobierane on-line na komputery i telefony komórkowe (ponad 40% zakupów na rynku muzycznym USA z tendencją wzrostową).
W tym okresie płyta gramofonowa najczęściej używana była w subkulturach, gdzie potocznie nazywa się „winylem”. Najczęściej jest kojarzona z DJ-ami, którzy preferują ten nośnik do odtwarzania muzyki w klubach, na dyskotekach czy na imprezach muzycznych ze względu na fakt, że płytę gramofonową można ręcznie przesuwać w celu modyfikacji dźwięku.
Odrębne grupy miłośników czarnej płyty stanowią melomani, kolekcjonerzy, a także audiofile, którzy uważają, że żaden, nawet najdoskonalszy zapis cyfrowy nie jest w stanie dorównać brzmieniu płyty gramofonowej. Nie ma to jednak potwierdzenia we współczesnym stanie wiedzy na temat przetwarzania sygnałów ani w badaniach, w których biorący udział w eksperymentach nie są w stanie wykryć przetworników analogowo-cyfrowych i cyfrowo-analogowych wstawionych w tor odtwarzania dźwięku.
Zgodnie ze współczesną wiedzą dotyczącą przetwarzania sygnałów dowolny dźwiękowy zapis analogowy da się przetworzyć na zapis cyfrowy (w danym zakresie częstotliwości oraz z określoną dynamiką – parametrem SNR), a następnie odtworzyć analogowo bez utraty jakości możliwej do stwierdzenia słuchem człowieka (por. twierdzenie Kotielnikowa-Shannona, częstotliwość Nyquista, kwantyzacja). Płyta CD oferuje parametry 44,1 kHz (częstotliwość próbkowania) przy kwantyzacji 16-bitowej, co daje możliwość bezstratnego zapisu dźwięku o parametrach – maksymalna częstotliwość przenoszenia: 22 kHz, odstęp sygnału od szumu: 96 dB – co znacząco przekracza pasmo przenoszenia i parametr SNR płyt winylowych i możliwości detekcji przez człowieka. Oznacza to, że w tym zakresie częstotliwości i dynamiki da się zapisać sygnał dźwiękowy płyty winylowej na płycie CD bez utraty jakości (w tym także sugerowanych przez audiofilów szczególnych walorów dźwiękowych oferowanych przez te pierwsze).
Pod koniec 1. dekady XXI w. płyty kompaktowe zaczęły być coraz mocniej wypierane przez streaming. W tym okresie nastąpił renesans zainteresowania płytami winylowymi, w szczególności wśród młodych dorosłych (poniżej 35. roku życia), którzy zaczęli powracać do muzyki na nośnikach fizycznych. Jako przewaga płyty winylowej nad kompaktową, wciąż dostępną w obrocie, wskazywany był większy rozmiar płyty oraz grafiki okładkowej. W 2016 r. na rynku USA sprzedano 17,2 mln płyt winylowych, a w ciągu poprzednich 25 lat sprzedaż tego typu nośników wzrosła o ponad 50%.
Według raportu amerykańskiej organizacji Recording Industry Association of America (RIAA) po raz pierwszy od lat 80. XX wieku w Stanach Zjednoczonych płyty winylowe osiągnęły wyższą sprzedaż niż płyty CD. Raport z września 2020 roku wskazywał, że od pierwszej połowy 2019 roku dochód ze sprzedaży winyli wzrósł o 4%.
Wciąż istnieje też ogromny katalog nagrań, które nie zostały wydane ponownie na płytach CD.

### Płyty gramofonowe w Polsce

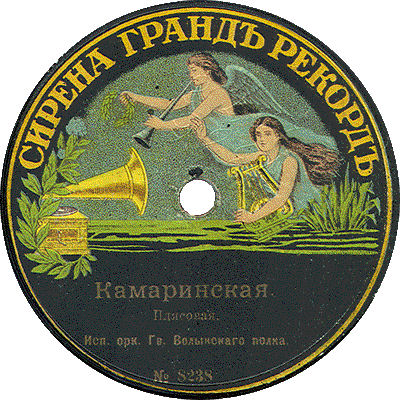
Etykieta przedsiębiorstwa Syrena z 1908 roku

#### Początki
Pierwsze płyty i gramofony trafiły do sprzedaży w Polsce w 1898. Oferował je w swoim składzie urządzeń elektrotechnicznych przy ul. Berlińskiej w Poznaniu znany kupiec i inżynier Franciszek Biskupski. W ramach akcji reklamowej nowego aparatu Biskupski urządził serię pokazów w sali Teatru Polskiego. Rok później w 1899 sprzedaż urządzeń Berlinera rozpoczął „Pierwszy w Kraju i Główny Skład Gramofonów przy Magazynie Optycznym” Gustawa Gerlacha. W tym samym roku w lutym wspomniany Biskupski ogłosił, iż zamierza w Poznaniu nagrać płytę z bliżej nieokreślonymi polskimi pieśniami. Ich wykonawcą miał być baryton Rudolf Bernhard, solista opery warszawskiej i La Scali. Przedsięwzięciem mieli zająć się sprowadzeni do Poznania technicy z Londynu. Nie wiemy czy nagranie doszło do skutku. W 1899 powstaje również polskie przedsiębiorstwo fonograficzne „Fonotypia Krajowa” F. Rafalskiego, produkujące wałki do fonografów. Powstało też kilka filii przedsiębiorstw zagranicznych nagrywających polskich artystów, głównie opery i operetki. W 1904 Juliusz Feigenbaum założył w Warszawie fabrykę płyt, znaną później pod firmą Syrena Rekord. Przedsiębiorstwo miało duże znaczenie dla polskiego rynku fonograficznego, samo prowadziło nagrania i produkcję płyt na znaczną skalę. Syrena dokonała około pięciu tysięcy nagrań, a dzienna produkcja płyt w 1911 wynosiła 6 tysięcy sztuk.
W 1904 roku powstaje „Łódzka Pierwsza Fabryka Gramofonów” Józefa Amsela, a w 1908 „Pierwsza Warszawska Fabryka Gramofonów”. Pojawiają się również rodzime patefony oraz urządzenia przeznaczone do odtwarzania obu rodzajów płyt. W 1910 w Warszawie funkcjonowało już 10 wytwórni gramofonów.

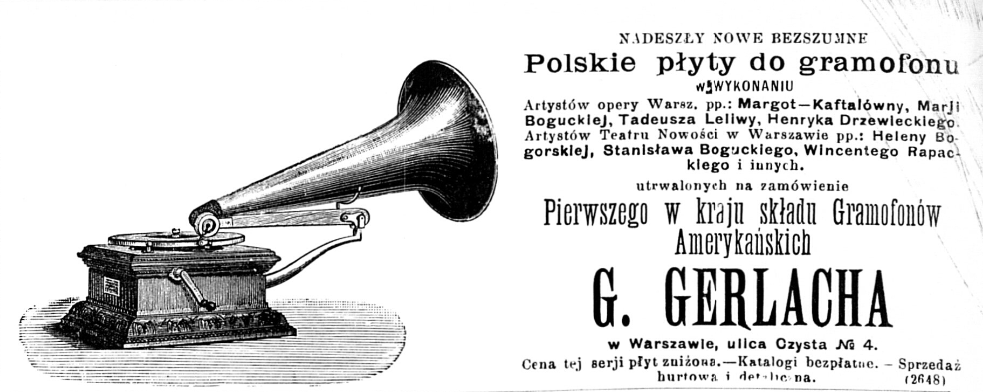
Za pierwsze polskie nagrania często odpowiedzialni byli właściciele sklepów z gramofonami. Reklama składu Gerlacha w Warszawie z 1904.

#### Okres międzywojenny
Oprócz Syreny powstały nowe fabryki: Harmonia Record oraz Cristal-Electro. Nadal działały też liczne filie przedsiębiorstw zagranicznych. Fabrykę pod firmą Polskie Zakłady Fonograficzne założył niemiecki Odeon.
Od roku 1929 zaczęły się pojawiać płyty z nadrukiem „Nagrano elektrycznie”.

#### Po II wojnie światowej
Po wojnie przez krótki czas działały jeszcze prywatne przedsiębiorstwa płytowe. Pod koniec 1945 Mieczysław Wejman uruchomił w Poznaniu wytwórnię Mewa. W 1946 Mieczysław Fogg i Czesław Porębski założyli w Warszawie wytwórnię Fogg Record, a w Krakowie powstał Gong. W 1947 na bazie przedwojennej wytwórni Odeonu powstało państwowe przedsiębiorstwo Muza, które wkrótce przejęło zarekwirowany majątek przedsiębiorstw prywatnych. W ten sposób doszło do państwowej monopolizacji przemysłu fonograficznego. W 1956 roku tłoczenie płyt podjęto również w Zakładach Tworzyw Sztucznych Pronit-Pionki w Pionkach, które oprócz tego były jedynym w kraju producentem masy płytowej. Zakłady Pronit używały starych pras Muzy otrzymanych po jej modernizacji. W późniejszych latach powstały nowe przedsiębiorstwa wydawnicze: Polton, Tonpress, Savitor, Wifon, Veriton, Arston i PolJazz. Niekiedy tłoczyły one swoje płyty w Pionkach. Masowej produkcji płyt gramofonowych zaprzestano w latach 90.

## Rodzaje płyt i parametry techniczne

### Sposób zapisu i odczytu
Rowek na tradycyjnej gramofonowej płycie monofonicznej zawiera tzw. zapis wboczny – w przeciwieństwie do fonografu i patefonu z zapisem wgłębnym. Ze względu na szerokość rowka, dzielimy płyty na: normalnorowkowe, mikrorowkowe i stereorowkowe.
Pierwsze płyty, tak zwane normalnorowkowe, miały rowek szerokości około 120 mikrometrów, i odtwarzane były przy pomocy igły o promieniu wierzchołka od 50 do 87,5 mikrometra. Pierwsze igły były jednorazowe (przeznaczone do odtworzenia jednej strony płyty). W gramofonie mechanicznym (akustycznym) kształtem i grubością igły odczytującej można było w pewnym zakresie wpływać na głośność odtwarzania (sprzedawano igły w kilku „rodzajach głośności”). Nacisk główki takich gramofonów wynosił około 120–150 g. Po wprowadzeniu gramofonów elektrycznych zmniejszono masę głowicy (nacisk od 15 do kilkudziesięciu gramów), co umożliwiło zastosowanie igieł wielokrotnego użytku (wykonanych ze stali, szafiru lub diamentu).
Po II wojnie światowej opracowano lekkie i czułe przetworniki – najpierw piezoelektryczne, później również magnetyczne. Umożliwiło to wprowadzenie płyt drobnorowkowych. Maksymalny nacisk główki określono na 7 g, szerokość rowka 65 mikrometrów, promień ostrza igły 25 mikrometrów. Czas odtwarzania jednej strony płyty wynosił początkowo do 22,5 minuty, a po wprowadzeniu zmiennej gęstości zapisu nawet do 30 minut. Wprowadzenie płyt stereofonicznych wymusiło dalsze zmniejszenie promienia wierzchołka igły w celu zmniejszenia zniekształceń – do 15 mikrometrów.

### Prędkość odtwarzania

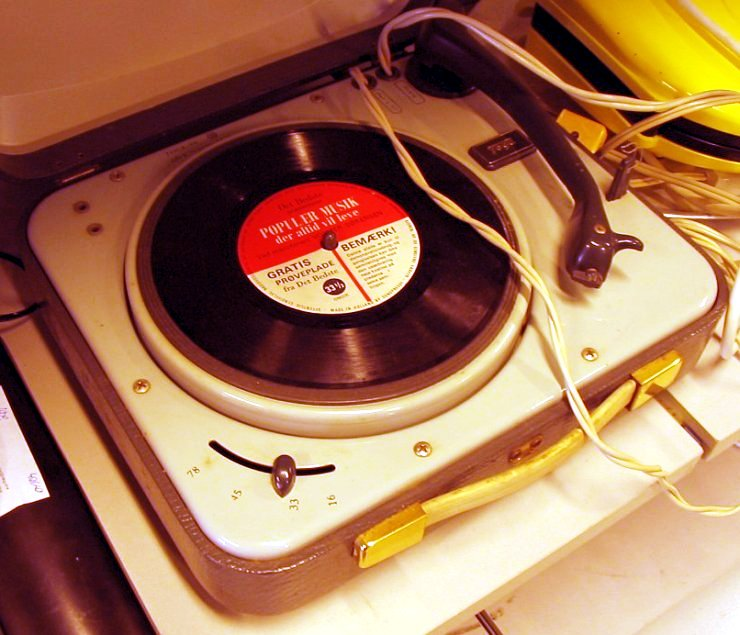
Przenośny gramofon odtwarzający płyty z czterema prędkościami: 16, 33⅓, 45 i 78 obr./min

Pierwsze płyty, odtwarzane za pomocą napędzanych ręcznie gramofonów nie miały znormalizowanej prędkości obrotowej. Dopiero po wprowadzeniu gramofonów z napędem sprężynowym, około roku 1918, przyjęto prędkość 78 obr./min (choć przez pewien czas pojawiały się jeszcze płyty odtwarzane przy innych prędkościach). Po wprowadzeniu płyt drobnorowkowych pojawiły się dwa nowe standardy 45 obr./min. (najczęściej w tak zwanych singlach z muzyką rozrywkową) oraz 33⅓ obr./min (w płytach długogrających). W latach 50. XX wieku przedsiębiorstwo Columbia w USA zaproponowało prędkość 16⅔ obr./minutę. Zdobyła ona pewną popularność (głównie nagrywano w ten sposób „książki dźwiękowe” dla niewidomych), wymagała jednak precyzyjnego i drogiego sprzętu odtwarzającego i nie odniosła znaczącego sukcesu komercyjnego.

### Wymiary
Pierwsze płyty miały rozmiary od około 5 do 7 cali. Były nagrywane z jednej strony, dopiero w 1904 Odeon rozpoczął produkcję płyt dwustronnych. Później stosowano różne rozmiary płyt, najczęściej 300, 250 i 175 mm – co odpowiada 12, 10 i 7 calom. Do zapisu profesjonalnego (na przykład w radiofonii) stosowano również płyty 16 calowe (400 mm). Typowy gramofon pozwalał odtwarzać płyty praktycznie o dowolnym kształcie i wymiarach – powstało więc wiele płyt o nietypowych średnicach, a także o kształtach odbiegających od koła (na przykład popularne w Polsce „pocztówki dźwiękowe”).
Rozmiar otworu środkowego drobnorowkowych płyt 7-calowych wynosi 7,24 mm (standard angielski) bądź 38,5 mm (standard amerykański). Wszystkie płyty 10- i 12-calowe mają otwór środkowy o średnicy 7,24 mm. Przez pewien czas płyty radzieckie miały otwór środkowy o średnicy 7,0 mm. Różne rozmiary otworu środkowego wymuszają konieczność stosowania specjalnej wkładki (zachodnie single, m.in. brytyjskie, zawierały plastikowy element z otworem o średnicy 7,24 mm, który można było łatwo wyłamać, uzyskując otwór o średnicy 38,5 mm).

### Szumy
Jedną z podstawowych wad płyt gramofonowych jest ziarnistość materiału płyty, która powoduje szum podczas odtwarzania i zużywanie igieł gramofonowych.
Zastosowanie zamiast szelaku tworzywa sztucznego – polichlorku winylu – spowodowało znaczne zmniejszenie szumu i ograniczenie zużywania się igieł. Zastosowano igły z syntetycznego szafiru, w droższych wykonaniach ze szlifowanego w kształcie stożka diamentu o półkulistym ostrzu. Przy produkcji płyt proces zgniatania rozgrzanego tworzywa można było zastąpić wtryskiem.
Nadal jednak szumy i trzaski były istotną wadą płyt gramofonowych. W 1974 przedsiębiorstwo dbx zademonstrowało system redukcji szumów DBX-120, który redukował szumy o ponad 30 dB, a dynamika nagrań osiągała nieomal 100 dB. System jednak się nie przyjął – aparatura była droga, a wkrótce pojawiły się rozwiązania cyfrowe, gwarantujące zapis o poziomie szumów poniżej granicy słyszalności.

### Pasmo przenoszenia
Wraz z rozwojem technologii pasmo przenoszenia płyt gramofonowych bardzo się zmieniało. Wczesne gramofony mechanoakustyczne przenosiły wąski zakres częstotliwości (od około 600 Hz do 4 kHz) z dużą nierównomiernością sięgającą kilkunastu dB.
Postęp technologiczny powodował stopniową poprawę parametrów gramofonów mechanicznych, ale duża poprawa nastąpiła dopiero po wprowadzeniu technologii elektronicznych. Z jednej strony ówczesna radiofonia proponowała dźwięk o jakości lepszej od gramofonu, co powodowało konieczność poprawy parametrów płyt i sprzętu do odtwarzania. Z drugiej strony powstały elektryczne techniki nagrań i magnetyczne głowice odtwarzające. Uzyskano zakres odtwarzanych częstotliwości od 100 Hz do 5 kHz.
Po wprowadzeniu płyt drobnorowkowych i nowoczesnych głowic odtwarzających (początkowo piezoelektrycznych, później magnetycznych) pasmo przenoszenia płyt gramofonowych objęło całość słyszalnego zakresu częstotliwości.

### Jakość dźwięku
Płyta winylowa ma gorszą jakość dźwięku niż płyta kompaktowa, m.in. z powodu mniejszego zakresu dynamiki dźwięku, szumów nośnika i odtwarzacza niewystępujących w następczyni formatu, gorszej separacji kanałów oraz mechanicznego zużywania się płyty.